# Irisberto Herrera
Irisberto Herrera (7 de dezembro de 1968) é um Grande Mestre de Xadrez cubano nacionalizado espanhol.